# Bromus pannonicus
Espèce
Classification phylogénétique
Synonymes
- Bromopsis pannonica (Kumm. & Sendtn.) Holub, 1973[1]
- Bromus reptans Borbás

Bromus pannonicus, de nom commun brome de Pannonie ou brome de Hongrie, est une espèce de plante européenne de la famille des Poaceae et du genre Bromus.

## Description
Bromus pannonicus peut atteindre une hauteur de 30 à 70 cm) tandis que ses feuilles mesurent 2 à 3 mm de large. Elle a également une panicule ouverte qui peut être lancéolée ou oblongue et mesure 8 à 12 cm de longueur. Les épillets de 14 à 20 mm de long sont également oblongs et contiennent de 5 à 7 petites fleurs fertiles.

## Répartition
Bromus pannonicus est présente essentiellement en Tchéquie, en Hongrie, en Roumanie et les Balkans. Elle est présente également en France.